# Tropidonophis mairii
Tropidonophis mairii е вид змия от семейство Смокообразни (Colubridae). Видът не е застрашен от изчезване.

## Разпространение
Разпространен е в Австралия (Западна Австралия, Куинсланд, Нов Южен Уелс и Северна територия), Индонезия и Папуа Нова Гвинея.

## Описание
Популацията на вида е стабилна.